# William Henry Harrison Stowell

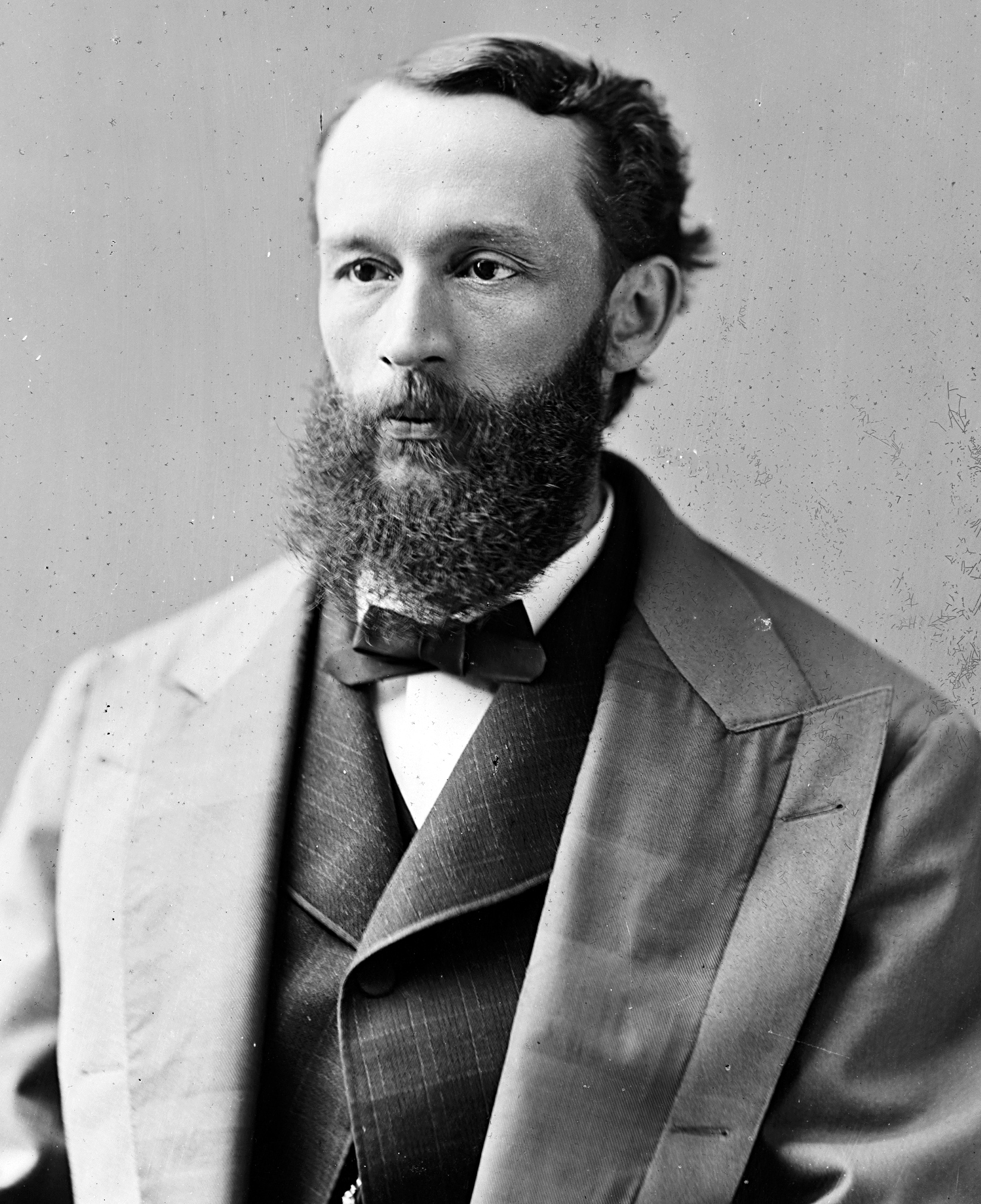
William Henry Harrison Stowell

William Henry Harrison Stowell (* 26. Juli 1840 in Windsor, Vermont; † 27. April 1922 in Amherst, Massachusetts) war ein US-amerikanischer Politiker. Zwischen 1871 und 1877 vertrat er den Bundesstaat Virginia im US-Repräsentantenhaus.

## Werdegang
William Stowell besuchte die öffentlichen Schulen in Boston in Massachusetts sowie die Boston Latin School, die er im Jahr 1860 absolvierte. Nach dem Bürgerkrieg zog er 1865 nach Virginia. Im Jahr 1869 wurde er Leiter der Steuerbehörde im vierten Finanzbezirk dieses Staates. Gleichzeitig schlug er als Mitglied der Republikanischen Partei eine politische Laufbahn ein. Bei den Kongresswahlen des Jahres 1870 wurde Stowell im vierten Wahlbezirk von Virginia in das US-Repräsentantenhaus in Washington, D.C. gewählt, wo er am 4. März 1871 die Nachfolge von George Booker antrat. Nach zwei Wiederwahlen konnte er bis zum 3. März 1877 drei  Legislaturperioden im Kongress absolvieren. Im Juni 1876 war er Delegierter zur Republican National Convention in Cincinnati, auf der Rutherford B. Hayes als Präsidentschaftskandidat nominiert wurde. Im gleichen Jahr verzichtete Stowell auf eine weitere Kongresskandidatur.
Im Jahr 1880 zog er nach Appleton in Wisconsin, wo er in der Papierherstellung arbeitete. 1886 zog er nach Duluth in Minnesota. Auch in dieser Stadt war er in der Papierproduktion tätig; außerdem stieg er in das Stahlgeschäft ein. Zwischen 1889 und 1895 fungierte er als Präsident der Manufacturers Bank of West Duluth. Danach arbeitete er für einige Jahre als Zeitungskorrespondent in der französischen Hauptstadt Paris. 1914 ließ er sich in Amherst nieder, wo er am 27. April 1922 starb.